# Johann Ernst Morgenstern
Johann Ernst Morgenstern (* vor 1662 in Bautzen; † nach 1696 vermutlich in Bautzen) war ein sächsischer Leibarzt und Mitglied der Gelehrtenakademie „Leopoldina“.
Er wurde 1670 in Leiden zum Doktor der Medizin promoviert. Als Wirkungsdaten Morgensterns sind das Jahr 1662 sowie die Jahre zwischen 1670 und 1690 belegt. Zuletzt nachgewiesen wurde er im Jahr 1696. Morgenstern hielt eine Gymnasialprofessur am Gymnasium in Bautzen inne und war Leibarzt des Kurfürsten von Sachsen.
Am 10. März 1690 wurde Johann Ernst Morgenstern mit dem Beinamen ARISTOGENES I. als Mitglied (Matrikel-Nr. 167) in die Leopoldina aufgenommen.

## Werke
- mit Johannes Theill: CLX. De Sale Valedictionis loco dicturus; Dn. Patronos & Fautores suos interprete Praeceptore Joh. Theill Philos. Magistro & Poeta Schol. Evangel. Budiss. Rectore ea, qua decet, observantia favorabilem audientiam rogat Joh. Ernestus Morgenstern Budiss. ad d. IV. Eidus Septembreis, 1662.
- Brief an Johann Georg Volkamer. 1690.